# Steve Morelli
Steve Morelli, pseudonimo di Vincenzo Gallo (Taranto, 9 febbraio 1949), è un regista italiano di film pornografici.

## Biografia
Sin da giovane è attratto dall'ambiente del cinema ed inizia a lavorare come maschera di un cinema a Torino e poi come cassiere. Inizia quindi a gestire una sala parrocchiale e con il tempo finisce per gestire diverse sale a Torino, sia normali che a luci rosse. Lavora per un breve periodo alla FIAT ma finisce con il dimettersi dopo pochi mesi per trasferirsi a Roma. Qui inizia a scrivere sceneggiature per film a luci rosse iniziando anche a fare l'aiuto regista in produzioni hardcore.
Dal 1984 collabora con Joe D'Amato alla produzione di film interpretando anche qualche piccola parte. Nel 1992 si trasferisce a Milano e per conto della Editoriale Trastevere dirige i primi film come regista sotto lo pseudonimo di Arthur Grimaldi.  Nel 1995 fonda una sua casa di produzione e nel 2000 gira il film La professoressa di lingue, fra Catania e Budapest, film da lui firmato con il suo vero nome Vincenzo Gallo.
Nel corso della sua carriera ha lavorato con le più importanti attrici del settore, da Ursula Cavalcanti a Laura Angel.